# Бурдігала
Бурдігала (лат. Burdigala) — стародавнє поселення, що розташовувалося на місці сучасного французького міста Бордо.

## Історія
Поселення Бурдігала заснувало в III столітті до н. е. галльське плем'я бітуригів-вібісків (буквально, «витіснені бітуриги»), які спочатку жили в районі сучасного Буржа і контролювали відправлення олова в Арморику та Римську Британію (сучасна Велика Британія). Спочатку було заселено місце біля гирла річки Девез, притоки Гаронни, поблизу естуарію Жиронди. Вибране для поселення місце ніяк не можна було назвати комфортним для життя, і ще довгий час місто біля гирла, розташоване біля краю ландського плато, оточували смердючі та заразні болота. Репутація цих земель як marais boueux (брудне болото) простежується і донині, зокрема, в назві річки Eau Bourde, що протікає в південній частині міста.
56 року до н. е., в період Галльської війни, в Бурдігалу увійшов воєначальник Цезаря Публій Красс, а 52 року до н. е. розпочалося будівництво римського міста. У кварталі Сен-Крістолі (фр. Saint-Christoly) прокладено кардо і декуманус (нині вулиця rue Sainte-Catherine, а також вулиці rue Porte Dijeaux і rue Saint Rémy між площею Біржі та парком Гамбетта), об'єднавши простір між річками Девез і Пег (фр. Peugue). Римляни побудували акведуки, храми, амфітеатр та курію. В ту епоху Бурдігала була, подібно до римського емпорію, своєрідною торговою конторою, що керувала товарними потоками олова та свинцю між галльськими портами на Луарі і Римською республікою. Поселення мало статус цивітасу, керованого колегією магістрату.
Бурдігала розвивалася, незабаром ставши одним із найрозкішніших міст Галлії. Між 40 і 60 роками на північ від пагорбів на лівому березі висадили перші виноградники, які стали основою виноробного регіону Бордо. Очевидно, за римського імператора Веспасіана місто перейшло в розряд муніципію переґрінів.
У 70 році імператор Веспасіан проголосив Бурдігалу адміністративним центром римської провінції Аквітанії, відтіснивши Сент на другий план.
Час розквіту міста в ту епоху припала на період правління династії римських імператорів Северів (193—235 роки); до складу міста включили Юдейську гору, сучасний квартал Сен-Сьорен (фр. Saint-Seurin). Саме в цей період у місті з'явилися багато відомих пам'яток, зокрема форум (Piliers de Tutelle) та амфітеатр (Палац Галлієна), що вміщав на дерев'яних трибунах понад 15 000 осіб.
Місто постраждало під час заколоту галльського імператора Тетрика I (271—273/274), а потім і від повстань багаудів.
Від 276 року місто зазнавало жорстоких нападів варварів (місто розграбували і спалили) і до 286 року в місті побудували каструм (його периметром нині проходять проспект cours d'Alsace-Lorraine, вулиця rue des Remparts і проспект cours du Chapeau Rouge, що переходить у проспект cours de l'Intendance). Таким чином, стіною обгородили ділянку 740 метрів на 480 метрів, а стіни були 10 метрів заввишки та 5 метрів завширшки.
Також відновили внутрішню гавань, куди впадала річка Девез. Місто процвітало близько 100 років завдяки торгівлі жиром, воском, смолами та папірусом. Місто прославили християнські поети, що жили тут (наприклад, Авсоній, 309—394 роки) і його святі (наприклад, Паулін Ноланський, 353—431 роки).

## Сліди античності

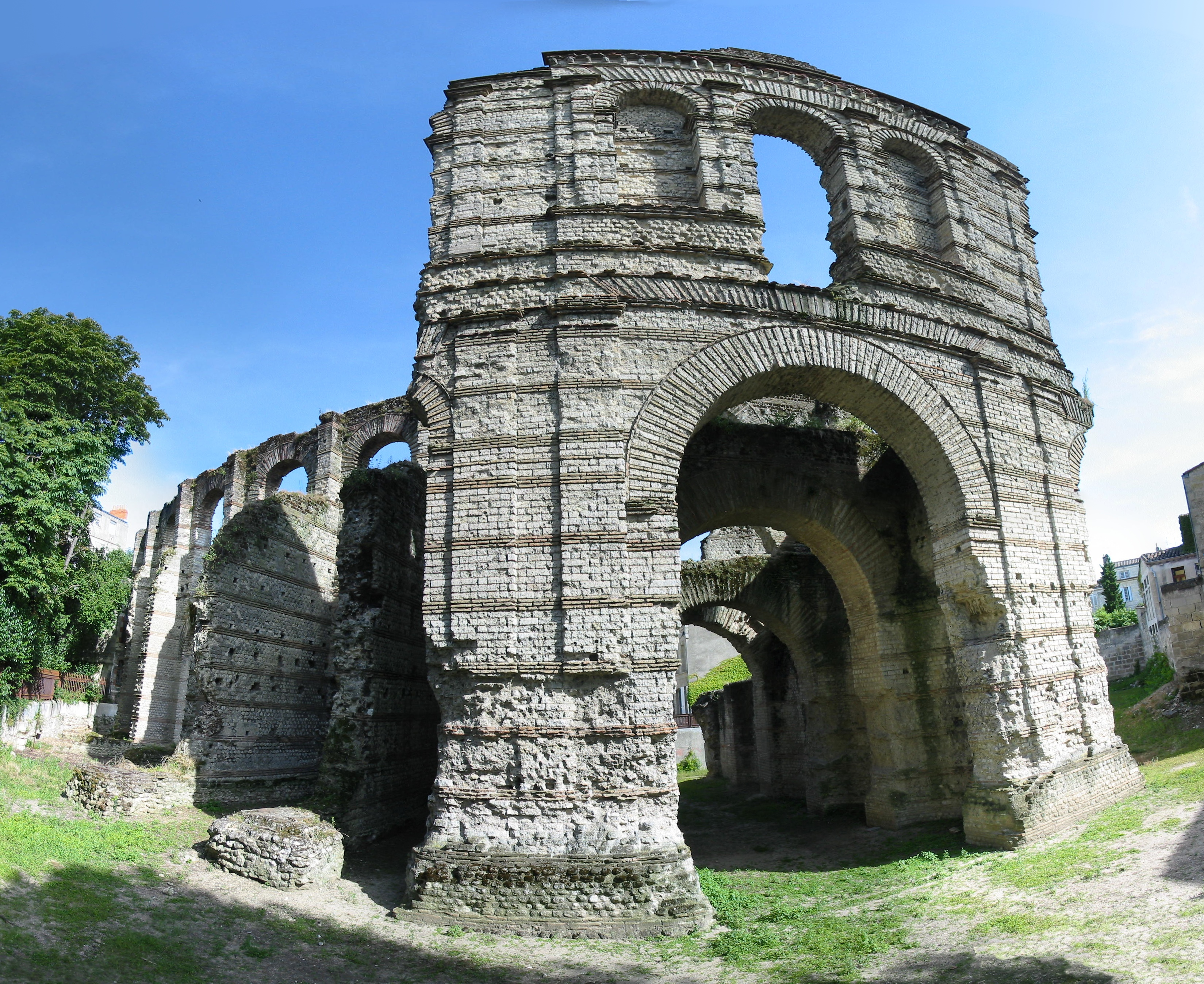
Амфітеатр у Бордо (Palais Galien)

### Амфітеатр
Амфітеатр у Бордо, названий Palais Gallien, побудовано в II столітті. Розмір внутрішньої арени становив 70 м на 47 м, у периметрі споруда мала розмір 132 м на 111 м. Завдяки висоті 25 м цей давньоримський амфітеатр мав значний розмір. Місткість споруди оцінюють у 22 тис. осіб.

### Колони заступництва

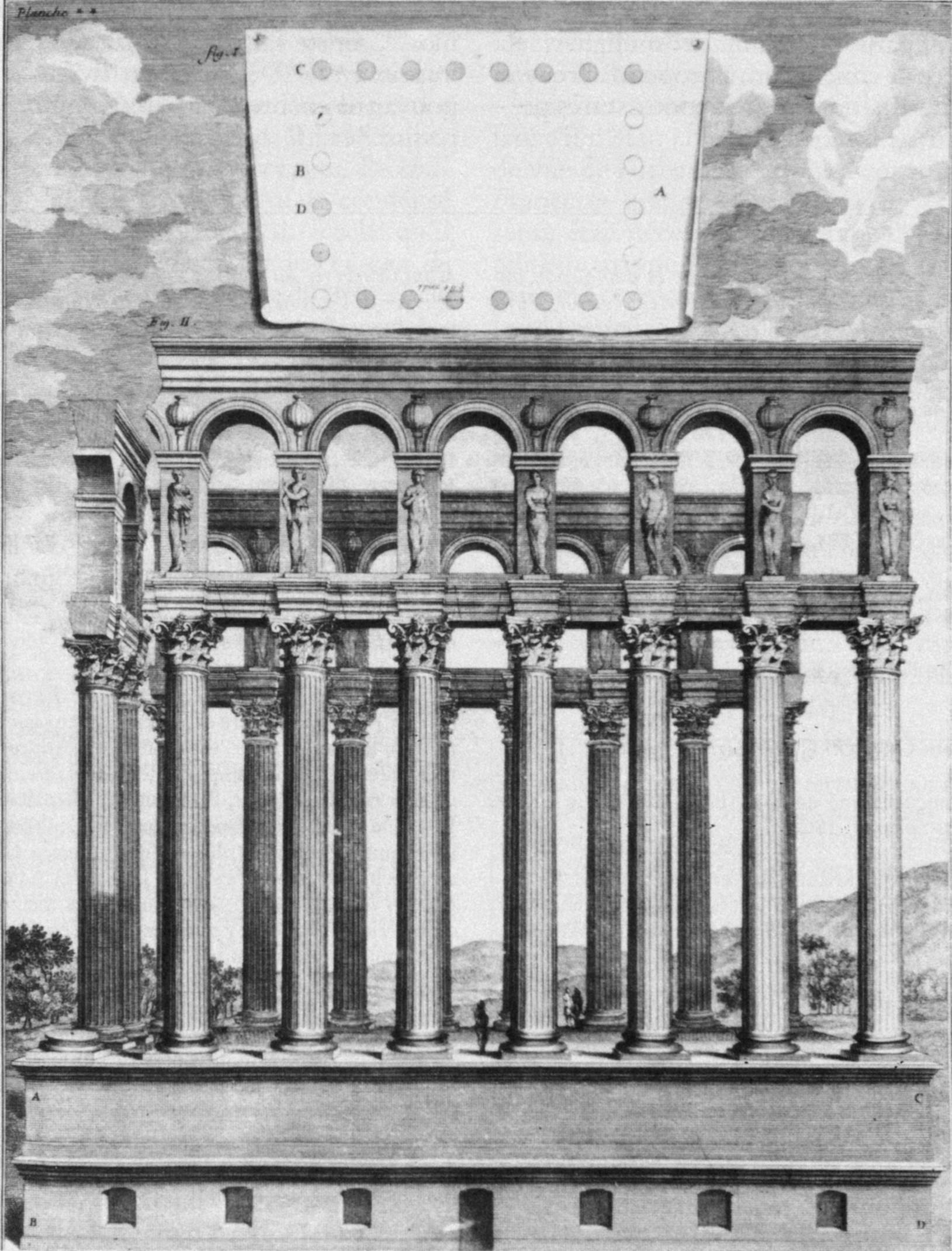
Колони заступництва на малюнку Клода Перро 1669 року (колони знесли 1675 року)

До 1675 року в Бордо зберігали визначну пам'ятку галло-римської епохи — Колони заступництва (Piliers de Tutelle). У Франції XVII століття вони залишалися єдиною спорудою III століття. Споруда мала 24 колони, покриті архітравом, увінчаним аркадою, прикрашеною каріатидами заввишки 3 м. Французький архітектор Клод Перро (1613—1688) замалював 1669 року сімнадцять уцілілих колон цієї пам'ятки, вказавши, що вона не була храмом чи базилікою, оскільки не вдалося виявити жодної ознаки християнства. Імовірно, споруда виконувала роль форуму Бурдігали. Ці майже незаймані руїни знесли 1675 року, а фрагменти закопали у схилах фортеці Шато Тромпетт, перебудовуваній тоді за проєктами Вобана.
На честь Бурдігали названо астероїд (384) Бурдігала, відкритий 1894 року.